# Stadion kraj Despotovice
Stadion kraj Despotovice, serb. Стадион крај Деспотовице − wielofunkcyjny stadion mieszczący się w Gornjim Milanovacu, na którym domowe mecze rozgrywa miejscowy klub, FK Takovo. Do 2009 roku na obiekcie występowali również piłkarze klubu Metalac Gornji Milanovac. W latach 2011−2012 tuż obok obiektu wybudowano nowy, typowo piłkarski stadion na którym swoje spotkania rozgrywa drużyna Metalac Gornji Milanovac.